# Eupetersia mandibulata
Eupetersia mandibulata är en biart som beskrevs av Raymond Benoist 1950. Eupetersia mandibulata ingår i släktet Eupetersia och familjen vägbin. Inga underarter finns listade i Catalogue of Life.